# Pfäffingen
Pfäffingen ist ein Ortsteil der Gemeinde Ammerbuch, westlich von Tübingen im Landkreis Tübingen in Baden-Württemberg (Deutschland). Bis 1971 war es eine selbständige Gemeinde.

## Geschichte
Pfäffingen wurde 1188 in Urkunden des 1187 bei Tübingen gegründeten Klosters Bebenhausen erstmals genannt. Genannt wurden die Herren von Tischingen, von Calw, von Ow, von Neuneck, von Lustnau, von First, von Hailfingen und von Gültlingen, die bis 1699 in den drei Schlössern von Pfäffingen ansässig waren. Wohl seit dem Anfang des 15. Jahrhunderts war Pfäffingen württembergisches Lehen. Zur Zeit der Reformation wurde mit Jakob Weber bereits 1554 der erste evangelische Pfarrer in Pfäffingen genannt, im Herbst 1600 wurde das erste noch heute erhaltene Kirchenbuch angelegt. Eingesetzt wurden die Pfarrer meist auf Vorschlag der Herren von Gültlingen vom Herzog von Württemberg, der das Patronatsrecht der Kirche innehatte. 1699 fiel Pfäffingen an den Herzog von Württemberg. Bis 1805 gehörte Pfäffingen zu Altwürttemberg, mit dessen Gründung 1806 bis ins Jahr 1918 dann zum Königreich Württemberg. Bis 1813 unterstand Pfäffingen als Kammergut dem Oberamt Tübingen, dann dem Oberamt Herrenberg und gehörte ab 1939 zum Landkreis Tübingen. In der Neuzeit wurde Pfäffingen überregional vor allem durch verschiedene Industrieansiedlungen bekannt. Am 1. Dezember 1971 vereinigte sich die Gemeinde Pfäffingen mit ihren Nachbargemeinden Altingen, Breitenholz, Entringen, Poltringen und Reusten zur neuen Gemeinde Ammerbuch.

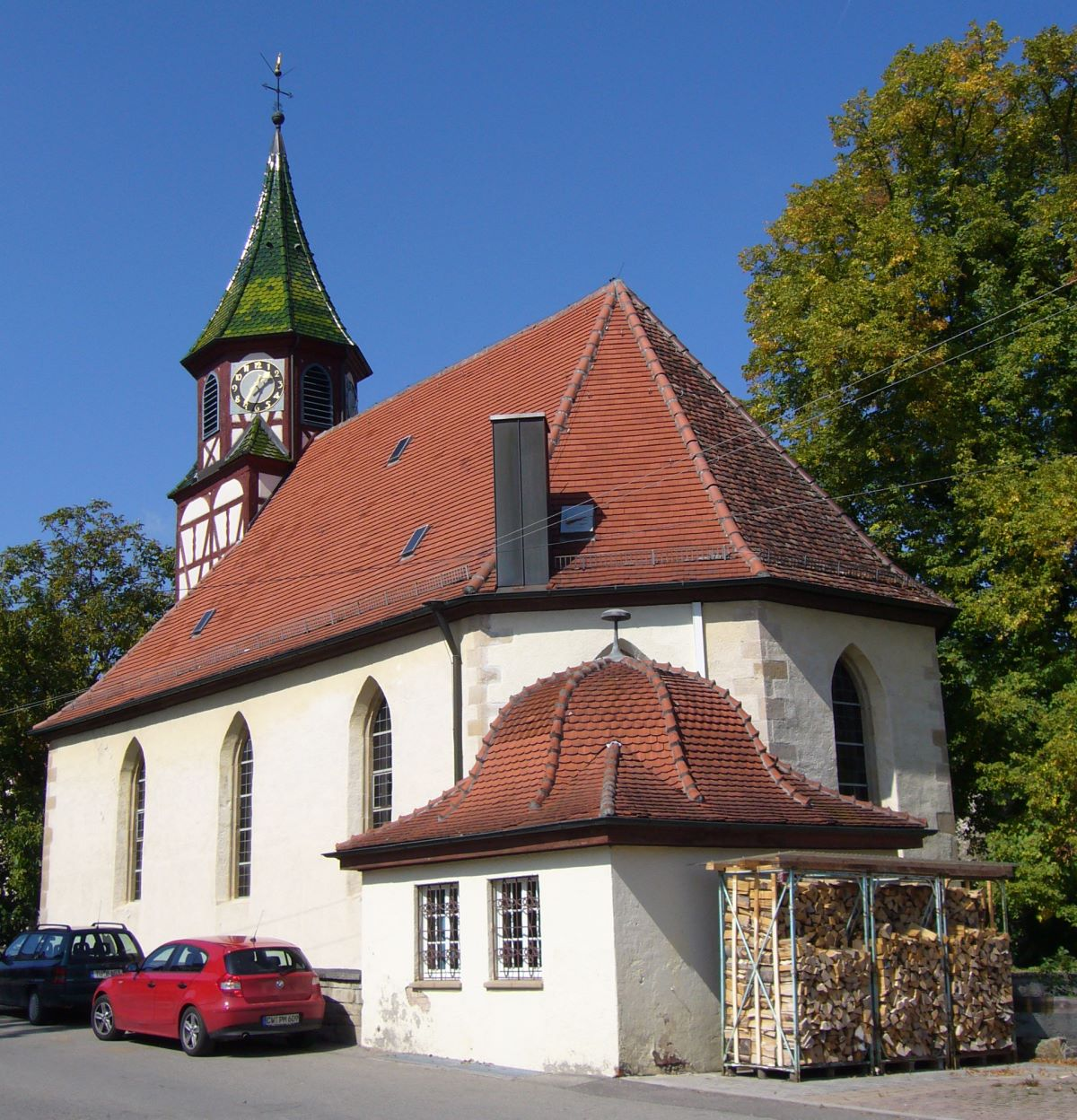
Die evangelische Michaelskirche

Pfäffingen im Jahr 1819

## Bevölkerungsentwicklung
| Jahr          | Einwohner |
| ------------- | --------- |
| 1700          | 117       |
| 1706          | 140       |
| 1740          | 295       |
| 1773          | 220       |
| 1806          | 297       |
| 1852          | 422       |
| 1900          | 411       |
| 1925          | 398       |
| 1939          | 433       |
| 1946          | 498       |
| 1950 (13.09.) | 581       |
| 1961 (06.09.) | 997       |
| 1970 (27.05.) | 1417      |
| 1971 (30.08.) | 1500      |

| Jahr          | Einwohner |
| ------------- | --------- |
| 1980 (31.12.) | 1451      |
| 1987 (31.12.) | 1413      |
| 2004 (31.12.) | 1751      |
| 2005 (31.12.) | 1780      |
| 2006 (31.12.) | 1815      |
| 2007 (31.12.) | 1837      |
| 2008 (31.12.) | 1807      |
| 2009 (31.12.) | 1809      |
| 2010 (31.12.) | 1805      |
| 2015 (01.03.) | 1811      |
| 2016          | 1774      |
| 2019          | 1732      |
| 2020 (Dez.)   | 1714      |
| 2023 (Jan.)   | 1698      |

## Bürgermeister in Pfäffingen
Als Schultheißen bzw. Bürgermeister in Pfäffingen sind bekannt:
- 1501: Konrad Raid
- 1505: Balthas Hanns
- 1521–1534: Matheus Waltz
- 1541–1542: Gilg Sinner
- 1546: Fanderhans
- 1552: Hans Gackh
- 1553–1558: Michel Miller
- 1563: Hans Schwartz
- 1582: Hans Schmidt
- 1586: Hans Schlichter
- 1589–1591: Hans Trescher
- 1597–1610: Georg Bisinger
- 1613–1615: Thomas Haan
- 1616: Bartlin Heger
- 1622–1624: Jakob Sattler
- 1625–1627: Jakob Kittel
- 1630–1634: Elias Fabritius
- 1636–1637: Bartlin Heger
- 1648–1656: Andres Frauendiener
- 1657–1658: Hans Heckh
- 1659–1662: Andres Frauendiener
- 1662–1672: Martin Heckh
- 1672–1706: Jakob Heckh
- 1707–1736: Hans Martin Heckh
- 1737–1752: Christian Heckh
- 1752–1768: Jakob Heckh
- 1769–1795: Matthäus Heckh
- 1795–1815: Mattäus Kuppler
- 1815–1835: Jakob Höckh
- 1835–1838: Jakob Höckh
- 1838–1849: Jakob Friedrich Layer
- 1849–1850: Christoph Büchsenstein
- 1850–1869: Jakob Lang
- 1869–1882: Johann Georg Reichert
- 1882–1915: Jakob Reichert
- 1915–1922: Friedrich Hechler
- 1922–1927: Friedrich Lutz
- 1928–1945: Jakob Kümmerle
- 1945–1948: Friedrich Weimer
- 1949–1960: Karl Vetter
- 1961–1971: Frieder Miller

Anschließend Zusammenschluss der sechs Ortsteile zu Ammerbuch.

## Wirtschaft
Von 1931 an wuchs in Pfäffingen die Firma Wilhelm Haug GmbH & Co. KG zu einem großen Unternehmen in der Düngemittel- und Kunststoffbranche an, welches noch heute durch Marken wie Manna und Haugolit weithin bekannt ist.
Seit ihrem Umzug nach Pfäffingen 1938/39 entwickelte sich die 1931 im Nachbardorf Poltringen gegründete Firma Maico mit ihrer Motorradherstellung rasch zu einem der führenden deutschen Unternehmen der Zweiradherstellung und versuchte sich sogar in Kleinserien mit dem Automobilbau. Nach einem Teilkonkurs 1958 ging die Firma 1983 in einen zweiten Konkurs; 1986 wurde die Produktion endgültig eingestellt.
Seit 1962 bis ca. 1999 befand sich in Pfäffingen das Werk der auf Spätzle und Knöpfle spezialisierten Teigwarenfabrik Bechtle GmbH & Co. KG, die vorher in Tübingen ansässig war und deren Produktion seit dem Zusammenschluss mit Alb-Gold Teigwaren GmbH im Jahr 2001 nach Trochtelfingen verlegt wurde.
Seit den 1970er Jahren haben sich auch kleinere Unternehmen, Handelsorganisationen und Beratungs- und Ingenieurbüros mit zum Teil internationaler Ausrichtung in Pfäffingen etabliert.
Außerdem entstand in den Jahren bis 2005 im Süden des Bahnhofareals ein neues Einkaufszentrum mit Drogeriemarkt, Lebensmittelanbietern und Bekleidungshändlern. In diesem Bereich wurde auch das neue Ärztehaus erstellt, wo ihren Sitz Ärzte verschiedener Fachrichtungen, ein Physiotherapeut und eine Apotheke haben.

## Verkehr

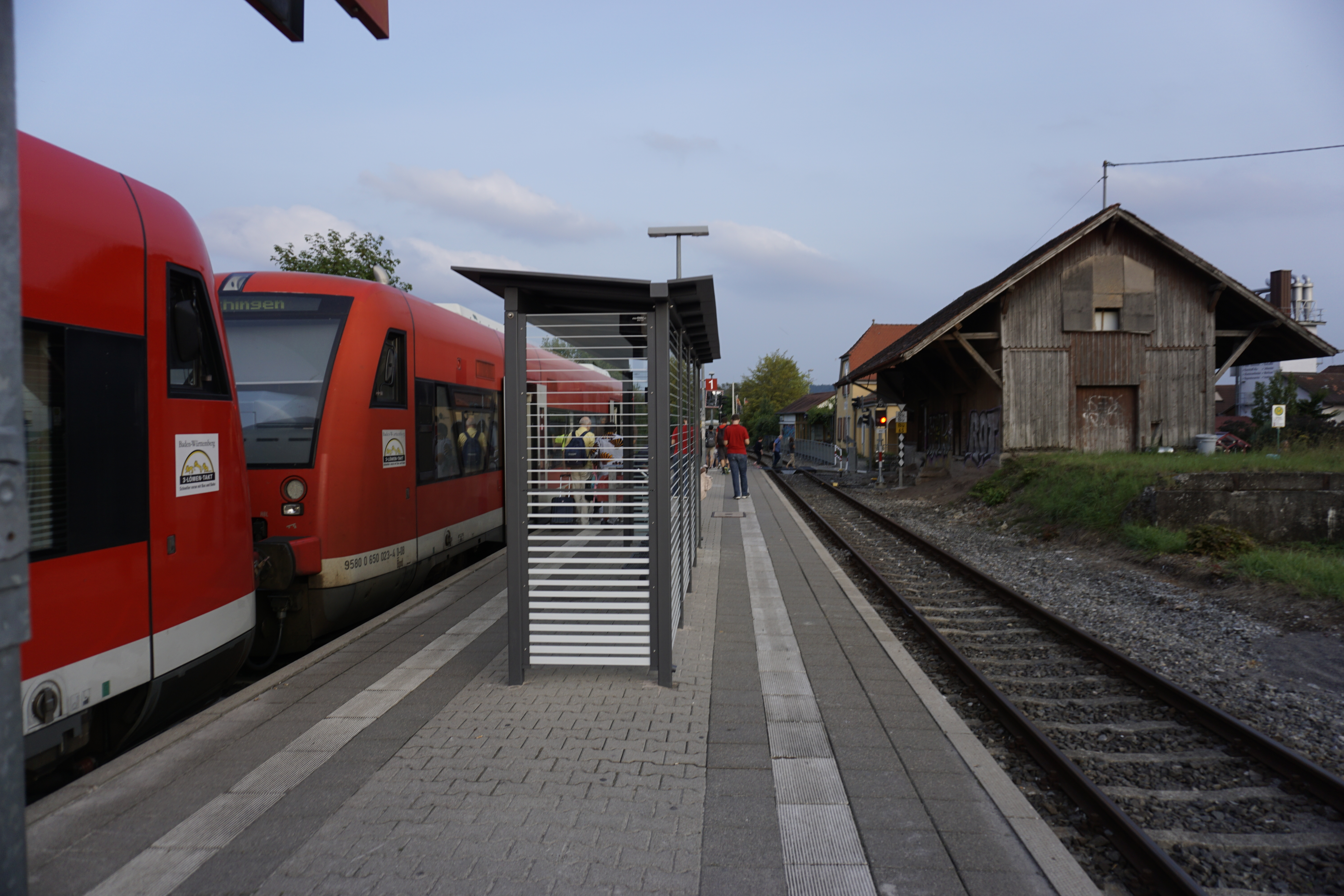
Bahnhof Pfäffingen

Pfäffingen liegt an der Ammertalbahn (Herrenberg–Tübingen), die im 30-Minuten-Takt von Regionalbahnen bedient wird.